# Dolichos minutiflorus
Dolichos minutiflorus är en ärtväxtart som beskrevs av René Viguier. Dolichos minutiflorus ingår i släktet Dolichos och familjen ärtväxter. Inga underarter finns listade i Catalogue of Life.